# لاوری فرناندز
لاوری فرناندز (انگلیسی: Lawrie Fernandes; ۱ ژانویهٔ ۱۹۲۹ – ۲۲ ژانویهٔ ۱۹۹۵) بازیکن هاکی روی چمن اهل هند بود.
وی به‌همراه تیم ملی هاکی روی چمن مردان هند به قهرمانی بازی‌های المپیک تابستانی ۱۹۴۸ دست پیدا کرده‌است.